# Triplophysa sewerzowi
Triplophysa sewerzowi är en fiskart som först beskrevs av Nikolskii, 1938.  Triplophysa sewerzowi ingår i släktet Triplophysa och familjen grönlingsfiskar. Inga underarter finns listade i Catalogue of Life.